# Naima Lamcharki
Naima Lamcharki (Casablanca, 11 de julio de 1943 — 5 de octubre de 2024) fue una actriz marroquí. Su filmografía ha sido muy prolífica en su país de origen, Marruecos, así como en Francia y España, donde debutó de la mano del director y a la postre marido, Victor Nieto.

## Premios
Lamcharki ganó el premio a la mejor actriz principal por su interpretación en A la recherche du mari de ma femme y el 6º Festival Nacional de Cine en 2001.
En 2021, ganó el premio a la mejor actriz en el 11º Festival de Cine Árabe de Malmo (MAFF) de Suecia por su papel en L'automne des pommiers, de Mohamed Moftakir.

## Filmografía parcial
- 1961: La venganza de Don Mendo
- 1963: Casablanca, Nest of Spies[8]
- 1977: Blood Wedding[9]
- 1982: Les Beaux Jours de Shéhérazade[10]
- 1993: A la recherche du mari de ma femme
- 1998: Rue La Caire[11]
- 2002: Et après?
- 2006: Mauvaise foi
- 2010: La grande villa
- 2020: L’automne des pommiers[12]